# Challenger de San Marino 2024
El torneo San Marino Open 2024 fue un torneo de tenis perteneció al ATP Challenger Tour 2024 en la categoría Challenger 125. Se trató de la 31ª edición; el torneo tuvo lugar en la ciudad de Ciudad de San Marino (San Marino), desde el 29 de julio hasta el 4 de agosto de 2024 sobre pista dura bajo techo de tierra batida al aire libre.

## Jugadores participantes del cuadro de individuales
| Preclasificado | País                 | Jugador               | Rank1 | Posición en el torneo |
| 1              | Bandera de Italia    | Fabio Fognini         | 70    | Semifinales           |
| 2              | Bandera de Argentina | Francisco Comesaña    | 99    | Semifinales           |
| 3              | Bandera de Francia   | Alexandre Müller      | 102   | CAMPEÓN               |
| 4              | Bandera de España    | Albert Ramos          | 124   | Primera ronda         |
| 5              | Bandera de Italia    | Matteo Gigante        | 149   | Cuartos de final      |
| 6              | Bandera de Brasil    | Gustavo Heide         | 155   | Cuartos de final      |
| 7              | Bandera de Italia    | Andrea Pellegrino     | 156   | Cuartos de final      |
| 8              | Bandera de Argentina | Juan Manuel Cerúndolo | 157   | Cuartos de final      |

- 1 Se ha tomado en cuenta el ranking del 22 de julio de 2024.

### Otros participantes
Los siguientes jugadores recibieron una invitación (wild card), por lo tanto ingresan directamente al cuadro principal (WC):
- Marco Cecchinato
- Fabio Fognini
- Andrea Picchione

Los siguientes jugadores ingresan al cuadro principal tras disputar el cuadro clasificatorio (Q):
- Mateus Alves
- Rémy Bertola
- Kirill Kivattsev
- Carlos López Montagud
- João Lucas Reis da Silva
- Pedro Sakamoto

## Campeones

### Individual Masculino
- Alexandre Müller derrotó en la final a  Tseng Chun-hsin por 6–3, 4–6, 7–6(3)

### Dobles Masculino
- Petr Nouza /  Patrik Rikl derrotaron en la final a  Théo Arribagé /  Orlando Luz por 1–6, 7–5, [10–6]